# 德拉赫级铁甲舰
德拉赫级铁甲舰（德語：Drache-klasse）是19世纪60年代为奥匈帝国海军制造的一批木质外壳装甲巡航舰，也是奥匈帝国建造的第一批铁甲舰。为了应对1860年意大利开建的首批铁甲舰，本级两舰“德拉赫”号和“火蜥蜴”号，于1861年初铺设龙骨，在当年晚些时候下水，并于1862年完工。两舰都参加了奥地利与意大利之间爆发的利萨战役。在这场战斗中，“德拉赫”号摧毁了意大利岸防铁甲舰“帕莱斯特罗”号。本级两舰都在1875年退出了一线服役。“德拉赫”号因舰体状况很差而被废弃，最终在1883年解体。“火蜥蜴”号成为了一艘港口警备舰。该舰在1883年被废弃，1895时又被改为海军用水雷趸船，最终在1896年被拆解。

## 设计
世界上第一艘铁甲舰法国“光荣”号铁甲舰下水，开启了欧洲主要强国之间的海军军备竞赛。奥地利海军在奥地利皇帝弗朗茨·约瑟夫一世的兄弟，海军司令费迪南·马克西米连大公的指挥下开始了一项大型的铁甲舰建造计划。该计划是为了应对最近在亚得里亚海对岸刚完成统一的意大利王国所进行的类似的海军军备扩张，也标志着奥地利开始参与奥地利-意大利铁甲舰军备竞赛。“德拉赫”号和“火蜥蜴”号是为了应对意大利在1860年从法国订购的两艘强大级铁甲舰。德拉赫级两舰的设计工作是由奥地利海军造舰总监约瑟·冯·洛马柯完成，他设计了从第一艘直到19世纪70年代后期“特格特霍夫”号的所有奥匈帝国铁甲舰。这些舰只都被划分为三级装甲巡航舰。

### 特征

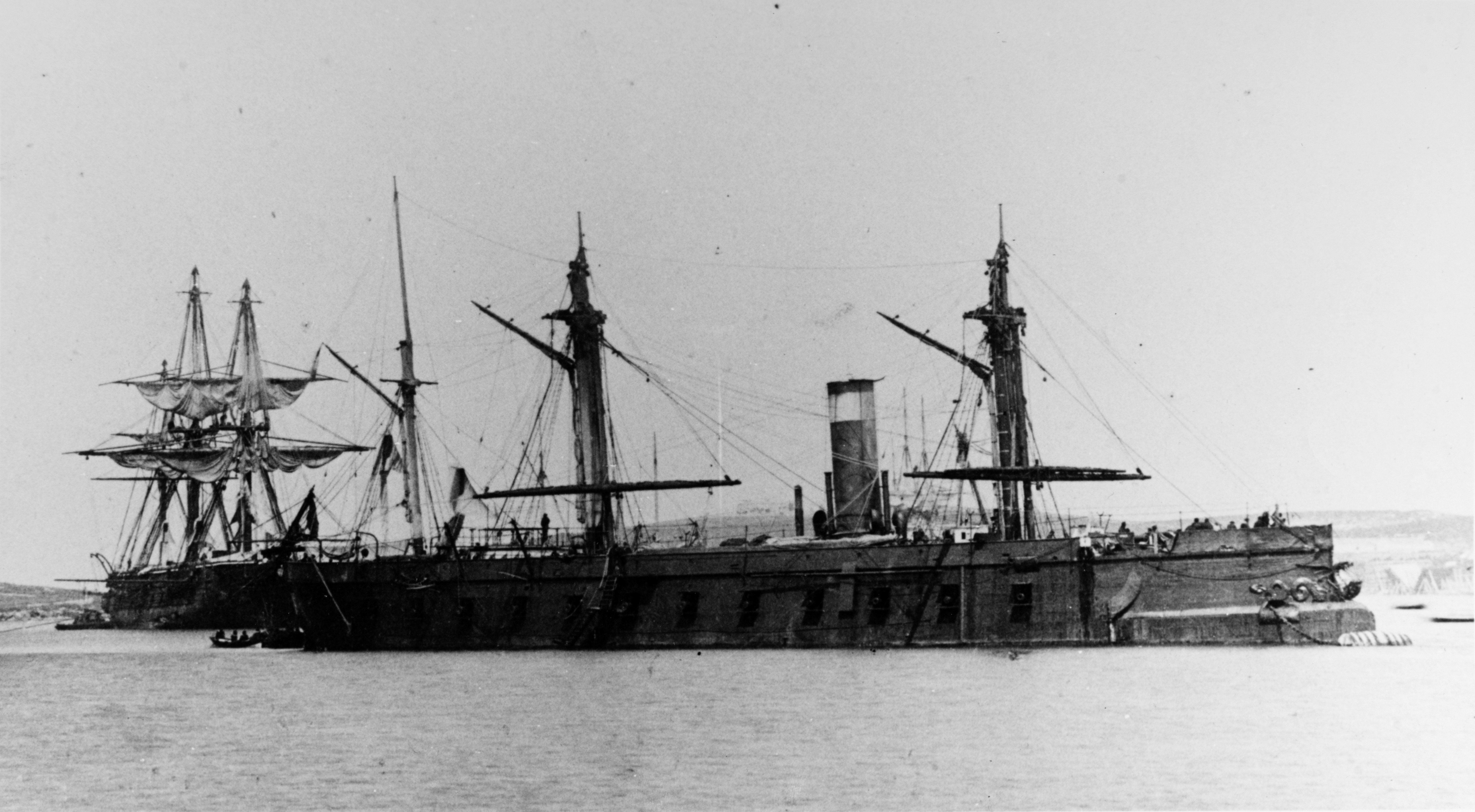
“德拉赫”号在出厂配置下，约1866年

德拉赫级的舰体垂标间距为62.78（206英尺），全长为70.1（230英尺），舷宽13.94（45英尺9英寸），吃水6.3至6.8（20英尺8英寸至22英尺4英寸）。正常负荷下本级舰只排水量为2,824長噸（2,869公噸），满载负荷时排水量可达到3,110長噸（3,160公噸）。两舰的舰体为木质结构，表面铆以铁制装甲板。每艘舰上配备有346名军官和士兵。
本级舰只都安装有一台平置双缸船用蒸汽机，以四座燃煤锅炉提供的蒸汽驱动单具螺旋桨转动，锅炉废气集中从一根烟囱中排出。在使用引擎驱动时，两舰在1,842至2,060匹指示馬力（1,374至1,536千瓦特）功率输出下，速度可达10.5至11節（19.4至20.4每小時；12.1至12.7英里每小時）。为应对远海航行，德拉赫级都装备了三根桅杆和帆索具。在1869年到1872年间，两舰都接受了改装以增加帆的面积。
这两艘巡航舰属于船旁列炮铁甲舰，装备有10门48磅滑膛炮和18门24磅前膛炮。这些舰炮安装沿船舷分布的炮口内。1867年，舰载火炮被更换为10门阿姆斯特朗RML 7英寸（178）炮和两门青铜制RML 2英寸（51）炮。两舰的舰首装有撞角。此外，德拉赫级铁甲舰安装有一条115（4.5英寸）厚熟铁制的水线装甲带。

## 舰只
| 舰名                  | 建造者                       | 开建          | 下水          | 完工       |
| --------------------- | ---------------------------- | ------------- | ------------- | ---------- |
| “德拉赫”号  | 的里雅斯特港的里雅斯特造船厂 | 1861年2月18日 | 1861年9月9日  | 1862年11月 |
| “火蜥蜴”号  | 的里雅斯特港的里雅斯特造船厂 | 1861年2月     | 1861年8月22日 | 1862年5月  |

## 服役记录

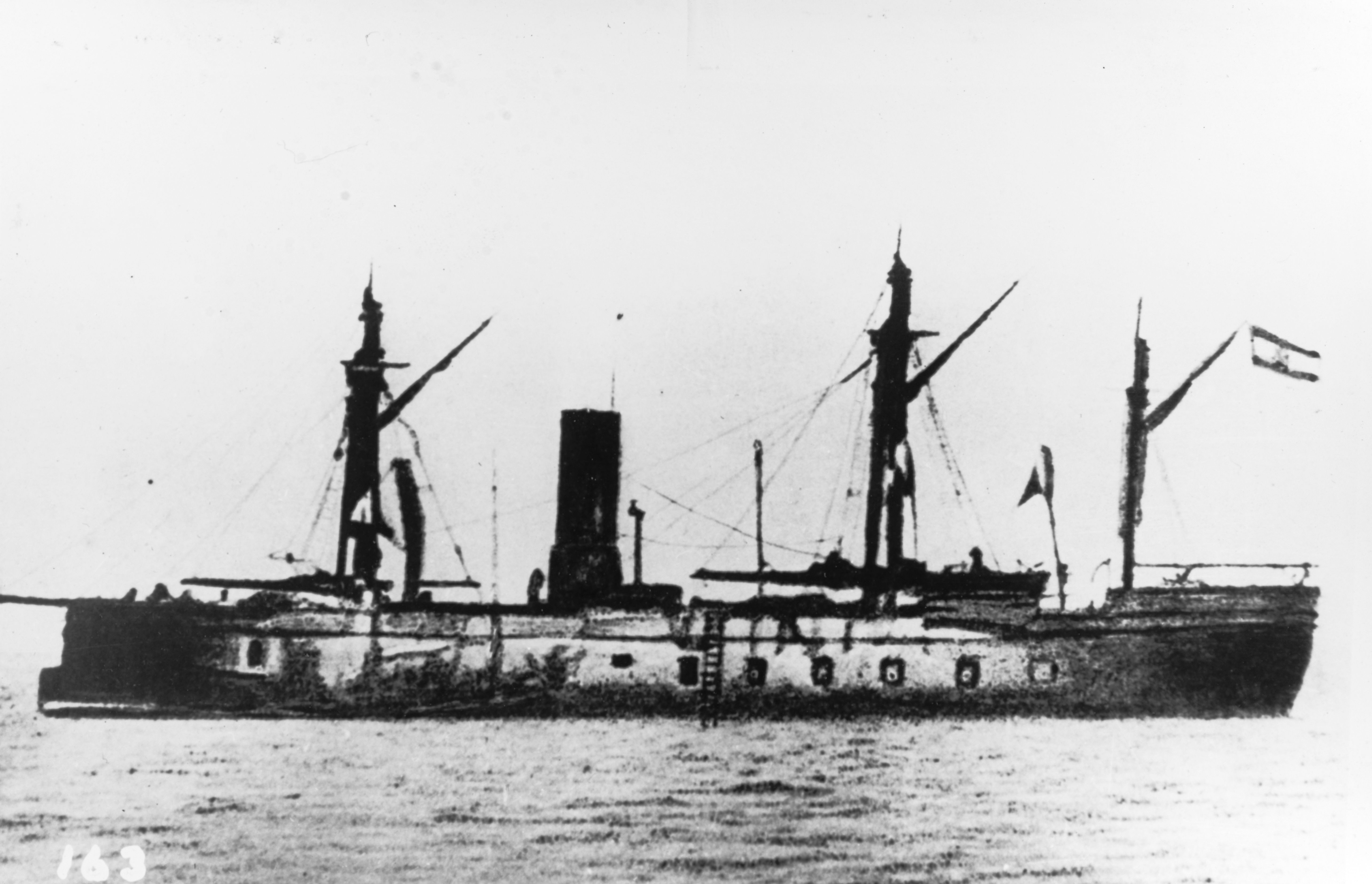
“火蜥蜴”号在1867年接受改装之前

两舰入役两年后，奥地利加入了普鲁士对抗丹麦的普丹战争。“德拉赫”号和“火蜥蜴”号被安置在亚得里亚海，以抵御丹麦可能从这里发动的进攻。1866年，奥地利昔日的盟友普鲁士与意大利签署了一项针对奥地利的联盟协议，由此引发了七周战争。奥地利舰队由海军少将威廉·冯·特格特霍夫指挥向试图占领亚得里亚海中部利萨岛的意大利舰队发动了攻击。在这次战斗中，本级两舰都十分活跃，“德拉赫”号对意大利岸防舰“帕莱斯特罗”号造成了致命的伤害，使其着火并最终被摧毁。然而，“德拉赫”号也并没能全身而退，舰体被多发炮弹击中，失去了的主桅杆，短时间起火，且指挥官也被打死。“火蜥蜴”号与意大利舰队的主力舰交火，但彼此都没有对对方造成严重损害。尽管如此，失去了“帕莱斯特罗”号以及铁甲舰“意大利国王”号后的意大利舰队士气低落并脱离战斗，撤退到在安科纳的基地。
两艘军舰在战后都进行了两次现代化改造，一次是在1867年，另一次是在十年之后。然而，此后两舰并没有被分派相关任务。“德拉赫”号因舰体严重腐烂而在1875年6月13日从海军序列中被除籍，最终在1883年被拆解报废。“火蜥蜴”号在1875年到1883年3月18日之间被改为警卫船服役，之后也被从现役中除籍并改成了一艘水雷储存船。该舰此后一直担任这一职务，直到1895年被当作废品出售，并最终在次年被拆解。

## 脚注

### 引文
1. 1 2 3 4  张恩东 (2018)，第250頁.
2. 1 2 3 4 5 6 7 8  Gardiner (1979)，第267頁.
3. ↑  张恩东 (2018)，第1頁.
4. ↑  李昊 (2019)，第110-111頁.
5. 1 2  郭威 (2007)，第279頁.
6. 1 2  杨颖莉 (2004)，第277頁.
7. ↑  《英汉舰船科技词汇》编辑组 (1975)，第363頁.
8. ↑  顾慧丽 (1998)，第236頁.
9. ↑  徐钟 (2006)，第813頁.
10. ↑  《英汉舰船科技词汇》编辑组 (1975)，第572頁.
11. ↑  刘萌 (2020)，第105頁.
12. ↑  Sondhaus (1994)，第209頁.
13. ↑  张恩东 (2018)，第230頁.
14. ↑  Pawlik (2003)，第6頁.
15. ↑  Sondhaus (1994)，第6–7頁.
16. 1 2 3  Silverstone (1984)，第17頁.
17. ↑  郭威 (2007)，第246頁.
18. ↑  张恩东 (2018)，第260頁.
19. ↑  郭威 (2007)，第256頁.
20. ↑  Gardiner (1979)，第267–270頁.
21. ↑  陈悦 (2015)，第234頁.
22. ↑  李昊 (2020)，第15頁.
23. ↑  张黎源 (2020)，第575頁.
24. 1 2 3 4  Silverstone (1984)，第26, 31頁.
25. 1 2  Sieche & Bilzer，第267頁.
26. ↑  Greene & Massignani (1998)，第210頁.
27. ↑  朱鸿飞 (2016)，第58頁.
28. ↑  布鲁斯·泰勒 (2021)，第265頁.
29. ↑  Wilson (1896)，第235–243頁.
30. ↑  Hale (1911)，第245頁.
31. ↑  张恩东 (2018)，第233頁.
32. ↑  Wilson (1896)，第241頁.
33. ↑  Sondhaus (1994)，第10頁.
34. ↑  Dislère (1877)，第11頁.
35. ↑  Silverstone (1984)，第31頁.